# Дигитална имовина
Дигитална имовина је све што постоји само у дигиталном облику и долази с одређеним правом употребе или одређеним одобрењем за употребу. Подаци који не поседују то право не сматрају се имовином.
Дигитална имовина укључује, али није ограничена на: дигиталне документе, звучни садржај, покретне слике и друге релевантне дигиталне податке који су тренутно у оптицају или су или ће бити смештени на дигиталним уређајима попут: личних рачунара, лаптопова, преносивих плејера, таблета, уређаја за складиштење података, телекомуникационих уређаја и свих уређаја који постоје или ће постојати како би технологија напредовала како би омогућила концепт нове модалности која би могла носити дигиталну имовину; без обзира на власништво физичког уређаја на који је смештена дигитална имовина.

## Типови
Врсте дигиталне имовине обухватају, али нису ограничене на: софтвер, фотографије, логотипе, илустрације, анимације, аудиовизуелне медије, презентације, табеле, дигиталне слике, текстуалне документе, електронске поруке, веб сајтове и многе друге дигиталне формате, заједно с одговарајућим метаподацима. Број различитих врста дигиталне имовине експоненцијално расте због повећаног броја уређаја који користе ову имовину, као што су паметни телефони, који служе као канали за дигиталне медије. Нове дигиталне имовине, укључујући одређене врсте криптовалута и незамењивих токена, стварају се свакодневно.
У Интеловој презентацији на "Интел Девелопер Форум 2013", наведено је неколико нових врста дигиталне имовине повезане с медицином, образовањем, гласањем, пријатељствима, разговорима и репутацијом, између осталог.

## Систем управљања дигиталном имовином
Систем управљања дигиталном имовином представља повезану структуру која обухвата и софтвер и хардвер и/или друге услуге како би се управљало, складиштило, уносило, организовало и дохватило дигиталне ресурсе. Системи управљања дигиталном имовином омогућавају корисницима да пронађу и користе садржај када им је потребан.

## Метаподаци дигиталне имовине
Метаподаци су подаци о другим подацима. Свака структурирана информација која дефинише спецификацију било ког облика података назива се метаподацима. Метаподаци представљају и тврдњу о односу између два ентитета.
Библиотекар Лоркан Демпси каже да "треба размишљати о метаподацима као о подацима који ослобађају корисника (човека или машину) потребе да унапред потпуно зна о постојању или карактеристикама ствари од потенцијалног интереса у околини".
Првобитно се појам метаподатака користио искључиво за дигиталне податке, али данас се метаподаци могу односити и на физичке и дигиталне податке.
Каталози, инвентари, регистри и други слични стандардизовани облици организовања, управљања и дохватња ресурса садрже метаподатке.
Метаподаци могу бити смештени и садржани директно унутар датотеке на коју се односе или независно од ње уз помоћ других облика управљања подацима, као што је систем управљања дигиталном имовином.
Што се више метаподатака додели ресурсу, лакше га је категорисати, посебно како количина информација расте. Вредност ресурса расте што више метаподатака има, јер постаје приступачнији, лакши за управљање и комплекснији.
Структурирани метаподаци могу се делити помоћу отворених протокола попут OAI-PMH како би се омогућила даља агрегација и обрада. Отворени извори података попут институционалних репозиторијума су стога агрегирани како би формирали велике скупове података и академске претраживаче који обухватају десетине милиона дела с отвореним приступом, попут BASE, CORE и Unpaywall.

## Проблеми
Због недостатка или правног преседана, постоји ограничена владина контрола и регулација у вези са дигиталним имовинама у Сједињеним Америчким Државама и другим великим економијама широм света.
Многа питања контроле која се односе на приступ и преносивост одржавају се од стране појединачних компанија. Неки од резултата овога укључују питање "Шта ће бити с имовином након смрти власника?" као и да ли, и ако да, како, могу бити наслеђени.
Ова тема била је обрађена у лажној причи о наводном тужењу Бруса Вилиса против Apple-а, јер му је Уговор о крајњем кориснику онемогућавао да остави своју "ITunes" колекцију својој деци.
Још један случај био је када је војник умро на дужности, а породица је затражила приступ Yаhoo налогу. Када је "Yahoo" одбио да пружи приступ, судија им је наредио да предају породици мејлове, али "Yahoo" и даље није био обавезан да им омогући приступ.
Закон о модернизацији музике усвојен је у септембру 2018. године од стране америчког Конгреса како би се створио нови систем лиценцирања музике, с циљем да се помогне писцима песама да добију већу накнаду.